# Халабджа (мухафаза)
Хала́бджа (курд. ارێزگای ھەڵەبجە, лат: Parêzgay Helebceyê; араб. محافظة حلبجة‎, лат.: Muḥāfaẓat Ḥalabja) — наименьшая из провинций Региона Курдистан, автономной республики в составе Республики Ирак. Была отделена по решению Регионального правительства Курдистана от соседней провинции Сулеймания в 2014 году.
Численность населения — 123,911 чел. (2024 г.).

## История
Парламент Курдистана принял решение преобразовать район Халабджа, входивший в состав провинции Сулеймания, в отдельную административную единицу, но Региональное правительство Курдистана одобрило ее превращение в провинцию только в июне 2013 года.
Совет Министров Ирака одобрил законопроект 31 декабря 2013 года. Иракский парламент должен был принять законопроект о создании провинции, но не смог этого сделать. Однако спикер палаты, Усама Нуджаифи, сообщил, что у Регионального правительства Курдистана есть необходимые полномочия, чтобы самостоятельно утвердить провинцию Халабджа.
13 марта 2014 года Нечирван Барзани, тогдашний премьер-министр, подписал постановление о образовании на базе района Халабджа новой провинции Курдистана; это произошло всего за три дня до годовщины трагической для курдов химической атаки в Халабдже, которая произошла 16 марта 1988 года.
16 марта 2014 года президент Региона Курдистан, Масуд Барзани, подписал региональную директиву о преобразовании региона Халабджа в провинцию. Парламент Курдистана в феврале 2015 года принял законопроект о создания правовой основы для выборов провинциального совета и губернатора. 
Однако по состоянию на декабрь 2015 года иракский парламент ещё не признал создание провинции, видимо, из-за проблем с бюджетным финансированием.

## Районы
Халабджа состоит из пяти районов:
- Халабджа (центральный)
- Сирван
- Хурмаль
- Баиара
- Бемо

Три других района провинции Сулеймания имели возможность присоединиться к провинции, но не сделали этого.